# ハンス・レッティガー
ハンス・レッティガー（ドイツ語: Hans Röttiger、1896年4月16日–1960年4月15日）は、ドイツの軍人。最終階級はドイツ国防軍装甲兵大将、ドイツ連邦軍中将。西ドイツ時代の1956年から1960年まで、初代陸軍総監を務めた。

## 来歴
ハンブルクに生まれる。1914年にドイツ帝国陸軍砲兵部隊に入営し、1915年に少尉に任官して第20歩兵砲連隊に配属され、第一次世界大戦に従軍した。戦後はヴァイマル共和国軍に採用され、1925年に中尉に昇進。その間砲兵中隊付士官、大隊副官、中隊長などを務める。ヴェルサイユ条約の取り決めから偽装する為に「統帥補助教育」と呼ばれていた参謀将校教育を受けた後、1931年から大尉として自動車部隊の中隊長に任命された。ついで参謀本部に配属された。
第二次世界大戦が勃発すると、中佐であったレッティガーは当初第VI軍団首席作戦参謀を務めた。1940年のフランス侵攻の際に新編成された第XXXI軍団（1942年に第XXXI装甲軍団）に参謀長として配属された。少将に昇進したレッティガーは独ソ戦に従軍、1942年に第IV軍団に参謀長として配属されドネツ川での戦いやスターリングラード攻防戦に従軍、ついで1943年から1945年まで、ヨーゼフ・ハルペ上級大将の下でA軍集団の、アルベルト・ケッセルリング元帥の下でイタリア戦線にあるC軍集団の参謀長を務めた。1945年1月に装甲兵大将に昇進。終戦時にアメリカ軍の捕虜となり、1948年に釈放された。
1950年、ヒンメロート修道院での西ドイツ再軍備に関する会議に参加し、「ヒンメロート覚書」を作成した。西ドイツ再軍備の翌1956年にドイツ連邦軍に中将として迎えられ、軍事統帥委員会の一員に加えられた。1956年9月、初代陸軍総監に就任、ドイツ陸軍再建に従事した。在任中の1960年にボンで死去した。
かつてハンブルク＝ノイグラーベン＝フィッシュベーク区にあったドイツ連邦軍の兵舎は、レッティガーにちなんで「レッティガー兵舎」と呼ばれていた。

## 栄典
- 1914年版鉄十字章[1]
  - 二級
  - 一級
- 自由ハンザ都市ハンブルク ハンザ十字章（英語版）[1]
- 国防軍勤続章 (二等〜四等)
- 鉄十字章略章
  - 二級
  - 一級
- ドイツ十字章金章 - 第31軍団、参謀大佐として1942年1月26日受章[2]

## 関連文献
- Hermann Büschleb: Hans Röttiger - Baumeister des Heeres, in: Europäische Wehrkunde 2 (1980), S.83–88.

| 軍職      | 軍職                                   | 軍職                          |
| --------- | -------------------------------------- | ----------------------------- |
| 先代 新設 | 陸軍総監 1956年9月21日 - 1960年4月15日 | 次代 アルフレート・ツェルベル |